# 円福寺 (我孫子市)
円福寺（えんぷくじ）は、千葉県我孫子市にある真言宗豊山派の寺院。

## 歴史
創建年代は不明である。ただ過去帳の最古の記録が「元和二年（1616年）」であることから、江戸時代初期に創建されたものと推測される。隣の柴崎神社の旧別当寺であった。
1902年（明治35年）に暴風雨で本堂が全壊し、1905年（明治38年）に再建された。当寺の檀家の材木寄進や勤労奉仕で再建されたという。この本堂は老朽化したため、1987年（昭和62年）に改築されている。

## 交通アクセス
- 天王台駅より徒歩11分。